# محوطه شماره ۵ بمپور
محوطه شماره ۵ بمپور مربوط به دوره اشکانیان - دوره ساسانیان است و در شهرستان ایرانشهر، بخش بمپور، دهستان بمپور غربی، غرب روستای میرآباد واقع شده و این اثر در تاریخ ۱۵ اسفند ۱۳۸۵ با شمارهٔ ثبت ۱۷۹۵۴ به‌عنوان یکی از آثار ملی ایران به ثبت رسیده است.